# Danh sách công viên tiểu bang Oregon

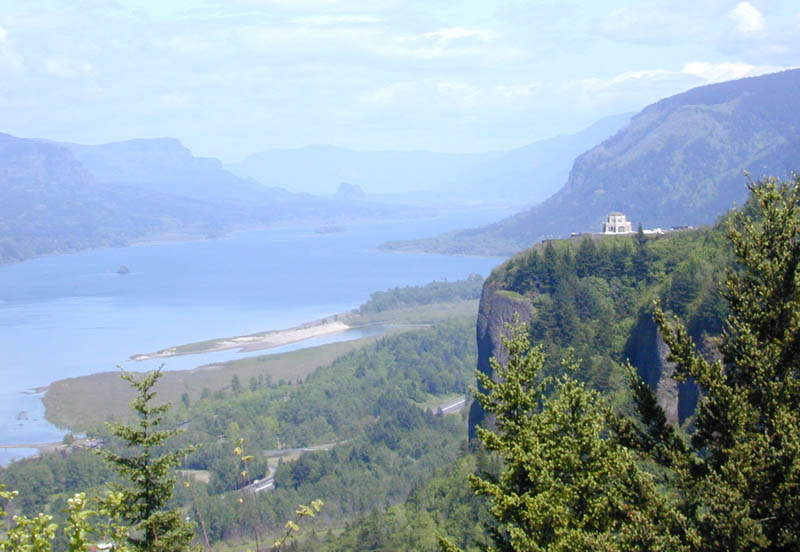
Diễn đàn phụ nữ Portland

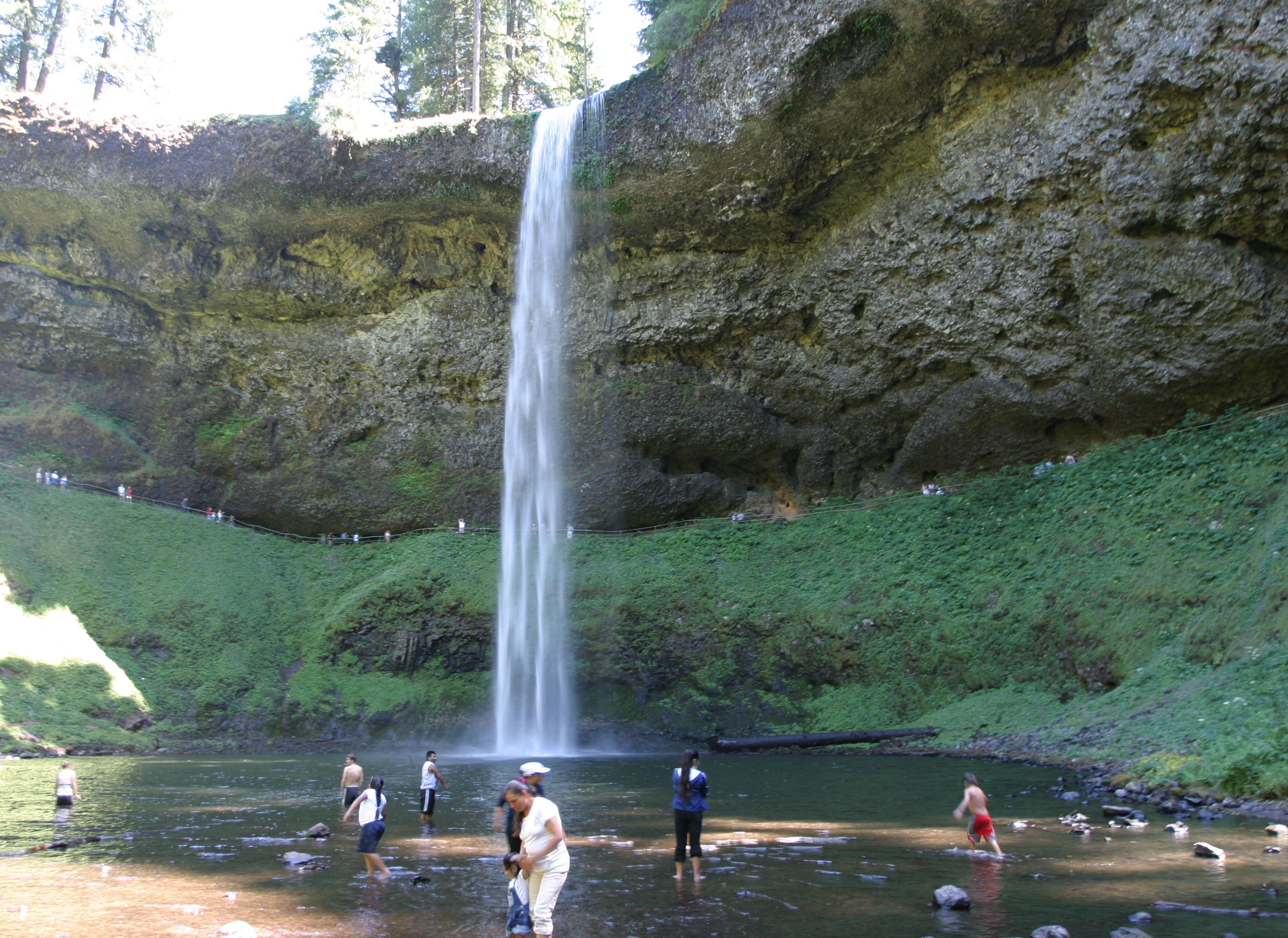
Thác Silver

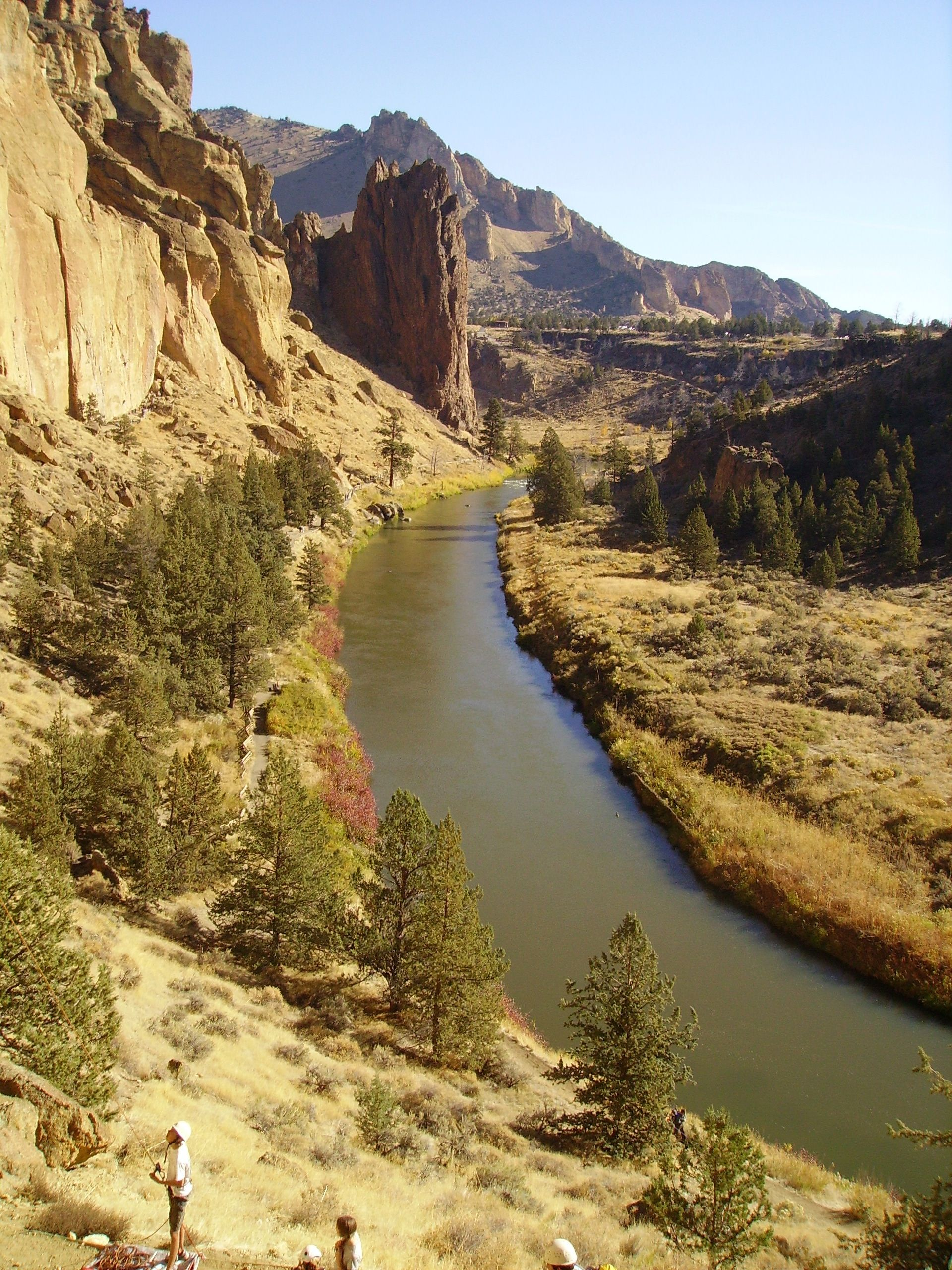
Đá Smith

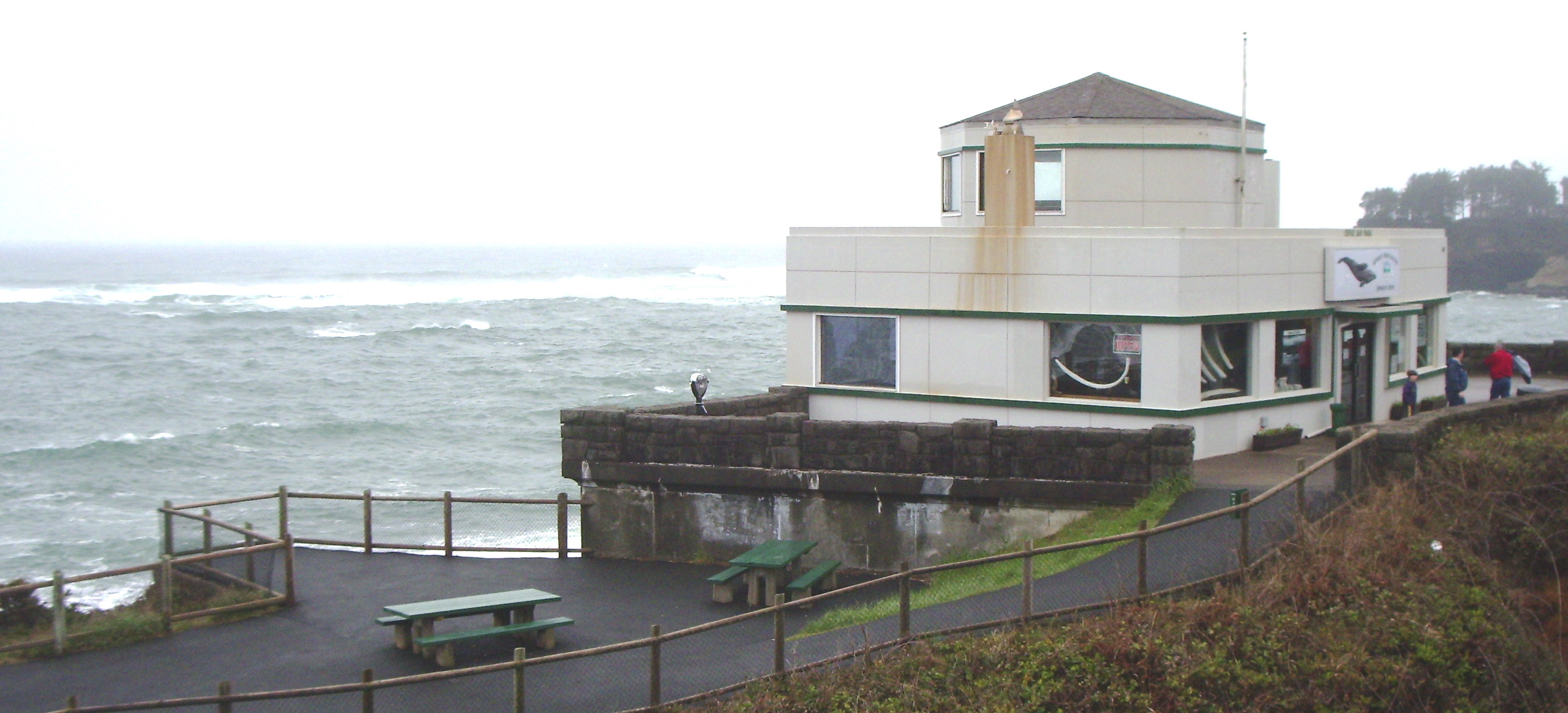
Trung tâm xem cá voi

Đây là danh sách các công viên tiểu bang Oregon bao gồm tất cả 185 công viên tiểu bang, các khu vực vui chơi giải trí tiểu bang, các khu vực thiên nhiên tiểu bang và các tiện nghi khác trong tiểu bang Oregon được Bộ Giải trí và Công viên Tiểu bang Oregon điều hành.
Sự muôn màu muôn vẽ mang tính chất địa phương và các tiện nghi phản ánh sự đa dạng của Oregon. Từ những bãi biển cát xưa cổ đến núi rừng rậm đến hoang mạc cằn cỗi, các công viên tiểu bang cung cấp nhiều dạng tiện nghi thích hợp cho cắm trại qua đêm, đi bộ đường dài ban ngày hoặc dừng lại bên đường 1 thoáng để ngắm cảnh kỳ quan thiên nhiên.
Các vùng:
- Bắc Duyên hải – từ Sông Columbia đến ngay phía nam Lincoln City.
- Trung Duyên hải – từ Lincoln City đến Khu vực Giải trí Quốc gia Đụn đất Oregon.
- Nam Duyên hải – từ Đụn đất Oregon đến California.
- Thung lũng Willamette
- Nam Oregon – phía nam của Thung lũng Willamette, giữa Dãy núi Duyên hải Oregon và Dãy núi Cascade
- Hẻm núi Sông Columbia – nơi con sông chảy qua Dãy núi Cascade
- Trung Oregon – nữa phía bắc của cao nguyên Đại Lòng chảo, nằm về phía đông Dãy núi Cascade
- Đông Oregon – 40% phía đông của tiểu bang Oregon

| Tên công viên tiểu bang                           | Loại                        | Vùng                  | Website của công viên                                | Mở cửa    | Cắm trại  | Nơi ở gần       |
| ------------------------------------------------- | --------------------------- | --------------------- | ---------------------------------------------------- | --------- | --------- | --------------- |
| Darlingtonia State Natural Site                   | khu thiên nhiên             | trung duyên hải       |                                                      | quanh năm | -         | Florence        |
| Governor Patterson Memorial State Recreation Site | giải trí                    | trung duyên hải       |                                                      | -         | -         | Waldport        |
| Beachside State Recreation Site                   | giải trí                    | trung duyên hải       |                                                      | -         | quanh năm | Waldport        |
| Carl G. Washburne Memorial State Park             | đất cắm trại                | trung duyên hải       |                                                      | quanh năm | quanh năm | Florence        |
| Heceta Head Lighthouse State Scenic Viewpoint     | điểm ngoạn cảnh             | trung duyên hải       |                                                      | quanh năm | -         | Florence        |
| Muriel O. Ponsler Memorial State Scenic Viewpoint | điểm ngoạn cảnh             | trung duyên hải       |                                                      | quanh năm | -         | Florence        |
| Neptune State Scenic Viewpoint                    | điểm ngoạn cảnh             | trung duyên hải       |                                                      | quanh năm | -         | Yachats         |
| Smelt Sands State Recreation Site                 | giải trí                    | trung duyên hải       |                                                      | -         | -         | Yachats         |
| Tokatee Klootchman State Natural Site             | khu thiên nhiên             | trung duyên hải       |                                                      | quanh năm | -         | Florence        |
| Stonefield Beach State Recreation Site            | giải trí                    | trung duyên hải       |                                                      | -         | -         | Yachats         |
| W. B. Nelson State Recreation Site                | giải trí                    | trung duyên hải       |                                                      | -         | -         | Waldport        |
| Yachats Ocean Road State Natural Site             | khu thiên nhiên             | trung duyên hải       |                                                      | -         | -         | Yachats         |
| Yachats State Recreation Area                     | giải trí                    | trung duyên hải       |                                                      | -         | -         | Yachats         |
| Jessie M. Honeyman Memorial State Park            | đất cắm trại                | trung duyên hải       |                                                      | quanh năm | quanh năm | Florence        |
| Alsea Bay Historic Interpretive Center            | diễn giải                   | trung duyên hải       |                                                      | -         | -         | Waldport        |
| Driftwood Beach State Recreation Site             | giải trí                    | trung duyên hải       |                                                      | quanh năm | -         | Waldport        |
| Lost Creek State Recreation Site                  | giải trí                    | trung duyên hải       |                                                      | quanh năm | -         | Newport         |
| Ona Beach State Park                              | lối vào bãi biển            | trung duyên hải       |                                                      | -         | -         | Newport         |
| Seal Rock State Recreation Site                   | giải trí                    | trung duyên hải       |                                                      | quanh năm | -         | Newport         |
| Yaquina Bay State Recreation Site                 | giải trí                    | trung duyên hải       |                                                      | -         | -         | Newport         |
| South Beach State Park                            | đất cắm trại                | trung duyên hải       |                                                      | quanh năm | quanh năm | Newport         |
| Agate Beach State Recreation Site                 | giải trí                    | trung duyên hải       |                                                      | -         | -         | Newport         |
| Boiler Bay State Scenic Viewpoint                 | điểm ngoạn cảnh             | trung duyên hải       |                                                      | -         | -         | Depoe Bay       |
| D River State Recreation Site                     | giải trí                    | trung duyên hải       |                                                      | -         | -         | Lincoln City    |
| Devils Lake State Recreation Area                 | giải trí                    | trung duyên hải       |                                                      | quanh năm | quanh năm | Lincoln City    |
| Devils Punch Bowl State Natural Area              | khu thiên nhiên             | trung duyên hải       |                                                      | -         | -         | Newport         |
| Ellmaker State Wayside                            | bờ đường                    | trung duyên hải       |                                                      | -         | -         | Newport         |
| Fogarty Creek State Recreation Area               | giải trí                    | trung duyên hải       |                                                      | -         | -         | Depoe Bay       |
| Gleneden Beach State Recreation Site              | giải trí                    | trung duyên hải       |                                                      | -         | -         | Lincoln City    |
| H.B. Van Duzer Forest State Scenic Corridor       | hành lang ngoạn cảnh        | trung duyên hải       |                                                      | -         | -         | Lincoln City    |
| Neskowin Beach State Recreation Site              | giải trí                    | trung duyên hải       |                                                      | -         | -         | Neskowin        |
| Otter Crest State Scenic Viewpoint                | điểm ngoạn cảnh             | trung duyên hải       |                                                      | -         | -         | Newport         |
| Roads End State Recreation Site                   | giải trí                    | trung duyên hải       |                                                      | -         | -         | Lincoln City    |
| Beverly Beach State Park                          | đất cắm trại                | trung duyên hải       |                                                      | quanh năm | quanh năm | Newport         |
| South Jetty (South Beach)                         | lối vào bãi biển            | trung duyên hải       |                                                      | -         | -         | Newport         |
| Whale Watching Center                             | ngắm biển có hướng dẫn      | trung duyên hải       |                                                      | -         | -         | Depoe Bay       |
| Rocky Creek State Scenic Viewpoint                | điểm ngoạn cảnh             | trung duyên hải       |                                                      | -         | -         | Depoe Bay       |
| The Cove Palisades State Park                     | đất cắm trại                | Trung Oregon          |                                                      | quanh năm | quanh năm | Madras          |
| Jasper Point (Prineville Reservoir)               | đất cắm trại                | Trung Oregon          |                                                      | -         | quanh năm | Prineville      |
| Ochoco State Scenic Viewpoint                     | điểm ngoạn cảnh             | Trung Oregon          |                                                      | quanh năm | -         | Prineville      |
| Prineville Reservoir State Park                   | đất cắm trại                | Trung Oregon          |                                                      | quanh năm | quanh năm | Prineville      |
| Heritage Landing (Deschutes)                      | lối vào sông                | Trung Oregon          |                                                      | -         | -         | The Dalles      |
| White River Falls State Park                      | giải trí                    | Trung Oregon          |                                                      | -         | -         | The Dalles      |
| Deschutes River State Recreation Area             | giải trí                    | Trung Oregon          |                                                      | quanh năm | quanh năm | The Dalles      |
| Cline Falls State Scenic Viewpoint                | điểm ngoạn cảnh             | Trung Oregon          |                                                      | -         | -         | Redmond         |
| LaPine State Park                                 | đất cắm trại                | Trung Oregon          |                                                      | quanh năm | quanh năm | LaPine          |
| Pilot Butte State Scenic Viewpoint                | điểm ngoạn cảnh             | Trung Oregon          |                                                      | -         | -         | Bend            |
| Tumalo State Park                                 | đất cắm trại                | Trung Oregon          |                                                      | quanh năm | quanh năm | Bend            |
| Peter Skene Ogden State Scenic Viewpoint          | điểm ngoạn cảnh             | Trung Oregon          |                                                      | quanh năm | -         | Redmond         |
| Smith Rock State Park                             | giải trí                    | Trung Oregon          |                                                      | -         | quanh năm | Redmond         |
| Warm Springs State Recreation Site                | giải trí                    | Trung Oregon          |                                                      | quanh năm | -         | Warm Springs    |
| Ainsworth State Park                              | đất cắm trại                | Hẻm núi Columbia      |                                                      | -         | quanh năm | Multnomah Falls |
| Benson State Recreation Area                      | khu picnic                  | Hẻm núi Columbia      |                                                      | -         | -         | Multnomah Falls |
| Bridal Veil Falls State Scenic Viewpoint          | điểm ngoạn cảnh             | Hẻm núi Columbia      |                                                      | -         | -         | Multnomah Falls |
| Crown Point State Scenic Corridor                 | hành lang ngoạn cảnh        | Hẻm núi Columbia      |                                                      | -         | -         | Troutdale       |
| Dabney State Recreation Area                      | giải trí                    | Hẻm núi Columbia      |                                                      | quanh năm | -         | Troutdale       |
| George W. Joseph State Natural Area               | khu thiên nhiên             | Hẻm núi Columbia      |                                                      | -         | -         | Troutdale       |
| Guy W. Talbot State Park                          | khu picnic                  | Hẻm núi Columbia      |                                                      | -         | -         | Troutdale       |
| Historic Columbia River Highway State Trail       | Đường ngoạn cảnh            | Hẻm núi Columbia      |                                                      | quanh năm | -         | Cascade Locks   |
| John B. Yeon State Scenic Corridor                | hành lang ngoạn cảnh        | Hẻm núi Columbia      |                                                      | -         | -         | Cascade Locks   |
| Koberg Beach State Recreation Site                | giải trí                    | Hẻm núi Columbia      |                                                      | quanh năm | -         | Hood River      |
| Lewis and Clark State Recreation Site             | giải trí                    | Hẻm núi Columbia      |                                                      | quanh năm | -         | Troutdale       |
| Mayer State Park                                  | giải trí                    | Hẻm núi Columbia      |                                                      | -         | -         | The Dalles      |
| Memaloose State Park                              | đất cắm trại                | Hẻm núi Columbia      |                                                      | -         | quanh năm | The Dalles      |
| Portland Women's Forum State Scenic Viewpoint     | điểm ngoạn cảnh             | Hẻm núi Columbia      |                                                      | -         | -         | Troutdale       |
| Seneca Fouts Memorial State Natural Area          | khu thiên nhiên             | Hẻm núi Columbia      |                                                      | -         | -         | Hood River      |
| Shepperd's Dell State Natural Area                | khu thiên nhiên             | Hẻm núi Columbia      |                                                      | -         | -         | Multnomah Falls |
| Starvation Creek State Park                       | khu picnic                  | Hẻm núi Columbia      |                                                      | -         | -         | Hood River      |
| Viento State Park                                 | đất cắm trại                | Hẻm núi Columbia      |                                                      | -         | quanh năm | Hood River      |
| Vinzenz Lausmann Memorial State Natural Area      | khu thiên nhiên             | Hẻm núi Columbia      |                                                      | -         | -         | Hood River      |
| Wygant State Natural Area                         | khu thiên nhiên             | Hẻm núi Columbia      |                                                      | -         | -         | Hood River      |
| Rooster Rock State Park                           | khu picnic                  | Hẻm núi Columbia      |                                                      | quanh năm | -         | Multnomah Falls |
| Goose Lake State Recreation Area                  | giải trí                    | Đông Oregon           |                                                      | -         | quanh năm | Lakeview        |
| Frenchglen Hotel State Heritage Site              | khu di sản                  | Đông Oregon           |                                                      | -         | -         | Burns           |
| Ontario State Recreation Site                     | giải trí                    | Đông Oregon           |                                                      | -         | -         | Ontario         |
| Farewell Bend State Recreation Area               | giải trí                    | Đông Oregon           |                                                      | quanh năm | quanh năm | Ontario         |
| Kam Wah Chung State Heritage Site                 | khu di sản                  | Đông Oregon           |                                                      | -         | -         | John Day        |
| Unity Forest State Scenic Corridor                | hành lang ngoạn cảnh        | Đông Oregon           |                                                      | -         | -         | John Day        |
| Unity Lake State Recreation Site                  | giải trí                    | Đông Oregon           |                                                      | -         | quanh năm | John Day        |
| Clyde Holliday State Recreation Site              | giải trí                    | Đông Oregon           |                                                      | -         | quanh năm | John Day        |
| Succor Creek State Natural Area                   | khu thiên nhiên             | Đông Oregon           |                                                      | -         | quanh năm | Nyssa           |
| Lake Owyhee State Park                            | đất cắm trại                | Đông Oregon           |                                                      | -         | quanh năm | Nyssa           |
| Catherine Creek State Park                        | đất cắm trại                | Đông Oregon           |                                                      | -         | quanh năm | Union           |
| Hat Rock State Park                               | khu picnic                  | Đông Oregon           |                                                      | -         | -         | Umatilla        |
| Hilgard Junction State Park                       | đất cắm trại                | Đông Oregon           |                                                      | -         | quanh năm | La Grande       |
| Red Bridge State Wayside                          | bờ đường                    | Đông Oregon           |                                                      | -         | quanh năm | La Grande       |
| Ukiah-Dale Forest State Scenic Corridor           | hành lang ngoạn cảnh        | Đông Oregon           |                                                      | -         | quanh năm | Ukiah           |
| Emigrant Springs State Heritage Area              | khu di sản                  | Đông Oregon           |                                                      | quanh năm | quanh năm | Pendleton       |
| Wallowa Lake Highway Forest State Scenic Corridor | hành lang ngoạn cảnh        | Đông Oregon           |                                                      | -         | -         | Enterprise      |
| Wallowa River Rest Area                           | câu cá                      | Đông Oregon           |                                                      | -         | -         | La Grande       |
| Minam State Recreation Area                       | giải trí                    | Đông Oregon           |                                                      | -         | quanh năm | Elgin           |
| Wallowa Lake State Park                           | đất cắm trại                | Đông Oregon           |                                                      | quanh năm | quanh năm | Joseph          |
| Fort Rock State Natural Area                      | khu thiên nhiên             | Đông Oregon           |                                                      | -         | quanh năm | Fort Rock       |
| Booth State Scenic Corridor                       | hành lang ngoạn cảnh        | Đông Oregon           |                                                      | -         | -         | Lakeview        |
| Chandler State Wayside                            | bờ đường                    | Đông Oregon           |                                                      | -         | -         | Lakeview        |
| Fort Rock Cave                                    | khu thiên nhiên             | Đông Oregon           |                                                      | -         | -         | Fort Rock       |
| Blue Mountain Forest State Scenic Corridor        | hành lang ngoạn cảnh        | Đông Oregon           |                                                      | -         | -         | La Grande       |
| Battle Mountain Forest State Scenic Corridor      | hành lang ngoạn cảnh        | Đông Oregon           |                                                      | -         | -         | Ukiah           |
| Sumpter Valley Dredge State Heritage Area         | khu di sản                  | Đông Oregon           |                                                      | -         | -         | Baker City      |
| Bradley State Scenic Viewpoint                    | điểm ngoạn cảnh             | bắc duyên hải         |                                                      | quanh năm | -         | Astoria         |
| Del Rey Beach State Recreation Site               | giải trí                    | bắc duyên hải         |                                                      | -         | -         | Gearhart        |
| Fort Stevens State Park                           | đất cắm trại                | bắc duyên hải         |                                                      | quanh năm | quanh năm | Astoria         |
| Cape Kiwanda State Natural Area                   | khu thiên nhiên             | bắc duyên hải         |                                                      | quanh năm | -         | Pacific City    |
| Cape Meares State Scenic Viewpoint                | điểm ngoạn cảnh             | bắc duyên hải         |                                                      | quanh năm | -         | Tillamook       |
| Oceanside Beach State Recreation Site             | giải trí                    | bắc duyên hải         |                                                      | quanh năm | -         | Tillamook       |
| Bob Straub State Park                             | lối vào bãi biển            | bắc duyên hải         |                                                      | quanh năm | -         | Pacific City    |
| Cape Lookout State Park                           | cắm trại                    | bắc duyên hải         |                                                      | quanh năm | quanh năm | Tillamook       |
| Arcadia Beach State Recreation Site               | giải trí                    | bắc duyên hải         |                                                      | quanh năm | -         | Cannon Beach    |
| Ecola State Park                                  | lối vào bãi biển            | bắc duyên hải         |                                                      | -         | -         | Cannon Beach    |
| Hug Point State Recreation Site                   | giải trí                    | bắc duyên hải         |                                                      | -         | -         | Cannon Beach    |
| Manhattan Beach State Recreation Site             | giải trí                    | bắc duyên hải         |                                                      | -         | -         | Rockaway Beach  |
| Oswald West State Park                            | cắm trại                    | bắc duyên hải         |                                                      | -         | quanh năm | Cannon Beach    |
| Saddle Mountain State Natural Area                | khu thiên nhiên             | bắc duyên hải         |                                                      | -         | quanh năm | Seaside         |
| Tolovana Beach State Recreation Site              | giải trí                    | bắc duyên hải         |                                                      | quanh năm | -         | Cannon Beach    |
| Nehalem Bay State Park                            | cắm trại                    | bắc duyên hải         |                                                      | quanh năm | quanh năm | Manzanita       |
| Clay Myers State Natural Area at Whalen Island    | khu thiên nhiên             | bắc duyên hải         |                                                      | -         | -         | Pacific City    |
| Munson Creek State Natural Site                   | khu thiên nhiên             | bắc duyên hải         |                                                      | -         | -         | Tillamook       |
| Sunset Beach State Recreation Site                | giải trí                    | bắc duyên hải         |                                                      | quanh năm | -         | Astoria         |
| Bonnie Lure State Recreation Area                 | giải trí                    | Portland              |                                                      | -         | -         | Estacada        |
| Mary S. Young State Recreation Area               | giải trí                    | Portland              |                                                      | quanh năm | -         | West Linn       |
| Milo McIver State Park                            | cắm trại                    | Portland              |                                                      | -         | quanh năm | Estacada        |
| Tryon Creek State Natural Area                    | khu thiên nhiên             | Portland              |                                                      | quanh năm | -         | Lake Oswego     |
| Banks-Vernonia State Trail                        | đường mòn thiên nhiên       | Portland              |                                                      | -         | -         | Vernonia        |
| Government Island State Recreation Area           | giải trí                    | Portland              |                                                      | quanh năm | quanh năm | Portland        |
| Willamette Stone State Heritage Site              | khu di sản                  | Portland              |                                                      | quanh năm | -         | Portland        |
| Casey State Recreation Site                       | giải trí                    | Nam Oregon            |                                                      | -         | -         | Medford         |
| Prospect State Scenic Viewpoint                   | điểm ngoạn cảnh             | Nam Oregon            |                                                      | -         | -         | Prospect        |
| Joseph H. Stewart State Recreation Area           | giải trí                    | Nam Oregon            |                                                      | -         | quanh năm | Medford         |
| Illinois River Forks State Park                   | khu picnic                  | Nam Oregon            |                                                      | -         | -         | Cave Junction   |
| TouVelle State Recreation Site                    | giải trí                    | Nam Oregon            |                                                      | quanh năm | -         | Medford         |
| Tub Springs State Wayside                         | bờ đường                    | Nam Oregon            |                                                      | -         | -         | Ashland         |
| Wolf Creek Inn State Heritage Site                | khu di sản                  | Nam Oregon            |                                                      | quanh năm | -         | Grants Pass     |
| Valley of the Rogue State Park                    | cắm trại                    | Nam Oregon            |                                                      | quanh năm | quanh năm | Grants Pass     |
| Collier Memorial State Park                       | cắm trại                    | Nam Oregon            |                                                      | -         | quanh năm | Klamath Falls   |
| Jackson F. Kimball State Recreation Site          | giải trí                    | Nam Oregon            |                                                      | -         | quanh năm | Fort Klamath    |
| OC&E Woods Line State Trail                       | Đường ngoạn cảnh            | Nam Oregon            |                                                      | -         | -         | Klamath Falls   |
| Geisel Monument State Heritage Site               | khu di sản                  | nam duyên hải         |                                                      | -         | -         | Gold Beach      |
| Humbug Mountain State Park                        | cắm trại                    | nam duyên hải         |                                                      | quanh năm | quanh năm | Port Orford     |
| Otter Point State Recreation Site                 | giải trí                    | nam duyên hải         |                                                      | -         | -         | Gold Beach      |
| Paradise Point State Recreation Site              | giải trí                    | nam duyên hải         |                                                      | -         | -         | Port Orford     |
| Port Orford Heads State Park                      | khu picnic                  | nam duyên hải         |                                                      | -         | -         | Port Orford     |
| Cape Blanco State Park                            | cắm trại                    | nam duyên hải         |                                                      | quanh năm | quanh năm | Port Orford     |
| Bandon State Natural Area                         | khu thiên nhiên             | nam duyên hải         |                                                      | -         | -         | Bandon          |
| Coquille Myrtle Grove State Natural Site          | khu thiên nhiên             | nam duyên hải         |                                                      | -         | -         | Myrtle Point    |
| Face Rock State Scenic Viewpoint                  | điểm ngoạn cảnh             | nam duyên hải         |                                                      | -         | -         | Bandon          |
| Hoffman Memorial State Wayside                    | bờ đường                    | nam duyên hải         |                                                      | -         | -         | Myrtle Point    |
| Seven Devils State Recreation Site                | giải trí                    | nam duyên hải         |                                                      | -         | -         | Bandon          |
| Bullards Beach State Park                         | cắm trại                    | nam duyên hải         |                                                      | quanh năm | quanh năm | Bandon          |
| Alfred A. Loeb State Park                         | cắm trại                    | nam duyên hải         |                                                      | quanh năm | quanh năm | Brookings       |
| Cape Sebastian State Scenic Corridor              | hành lang ngoạn cảnh        | nam duyên hải         |                                                      | quanh năm | -         | Gold Beach      |
| Crissey Field State Recreation Site               | giải trí                    | nam duyên hải         |                                                      | -         | -         | Brookings       |
| McVay Rock State Recreation Site                  | giải trí                    | nam duyên hải         |                                                      | quanh năm | -         | Brookings       |
| Pistol River State Scenic Viewpoint               | điểm ngoạn cảnh             | nam duyên hải         |                                                      | quanh năm | -         | Gold Beach      |
| Samuel H. Boardman State Scenic Corridor          | hành lang ngoạn cảnh        | nam duyên hải         |                                                      | quanh năm | -         | Brookings       |
| Winchuck State Recreation Site                    | giải trí                    | nam duyên hải         |                                                      | quanh năm | -         | Brookings       |
| Harris Beach State Park                           | cắm trại                    | nam duyên hải         |                                                      | quanh năm | quanh năm | Brookings       |
| Cape Arago State Park                             | lối vào bãi biển            | nam duyên hải         |                                                      | quanh năm | -         | Coos Bay        |
| Golden and Silver Falls State Natural Area        | khu thiên nhiên             | nam duyên hải         |                                                      | quanh năm | -         | Coos Bay        |
| Shore Acres State Park                            | vườn/pinic/lối vào bãi biển | nam duyên hải         |                                                      | quanh năm | -         | Coos Bay        |
| William M. Tugman State Park                      | cắm trại                    | nam duyên hải         |                                                      | quanh năm | quanh năm | Reedsport       |
| Sunset Bay State Park                             | cắm trại                    | nam duyên hải         |                                                      | quanh năm | quanh năm | Coos Bay        |
| Bolon Island Tideways State Scenic Corridor       | hành lang ngoạn cảnh        | nam duyên hải         |                                                      | -         | -         | Reedsport       |
| Umpqua Lighthouse State Park                      | cắm trại                    | nam duyên hải         |                                                      | quanh năm | quanh năm | Reedsport       |
| Umpqua State Scenic Corridor                      | hành lang ngoạn cảnh        | nam duyên hải         |                                                      | quanh năm | -         | Reedsport       |
| Alderwood State Wayside                           | bờ đường                    | Thung lũng Willamette |                                                      | -         | -         | Junction City   |
| Elijah Bristow State Park                         | khu picnic                  | Thung lũng Willamette |                                                      | -         | -         | Eugene          |
| Washburne State Wayside                           | bờ đường                    | Thung lũng Willamette |                                                      | quanh năm | -         | Junction City   |
| Maples Rest Area                                  | đường mòn thiên nhiên       | Thung lũng Willamette |                                                      | quanh năm | -         | Mill City       |
| Mongold (Detroit Lake)                            | lối vào hồ                  | Thung lũng Willamette |                                                      | -         | -         | Detroit         |
| North Santiam State Recreation Area               | giải trí                    | Thung lũng Willamette |                                                      | quanh năm | -         | Mill City       |
| Detroit Lake State Recreation Area                | giải trí                    | Thung lũng Willamette |                                                      | -         | quanh năm | Detroit         |
| Bald Peak State Scenic Viewpoint                  | điểm ngoạn cảnh             | Thung lũng Willamette |                                                      | -         | -         | Newberg         |
| Molalla River State Park                          | khu thiên nhiên             | Thung lũng Willamette |                                                      | quanh năm | -         | Canby           |
| Champoeg State Heritage Area                      | khu di sản                  | Thung lũng Willamette |                                                      | quanh năm | quanh năm | Newberg         |
| Erratic Rock State Natural Site                   | khu thiên nhiên             | Thung lũng Willamette |                                                      | quanh năm | -         | Sheridan        |
| Holman State Wayside                              | bờ đường                    | Thung lũng Willamette | Lưu trữ ngày 17 tháng 1 năm 2008 tại Wayback Machine | -         | -         | Salem           |
| Maud Williamson State Recreation Site             | giải trí                    | Thung lũng Willamette |                                                      | quanh năm | -         | Salem           |
| Sarah Helmick State Recreation Site               | giải trí                    | Thung lũng Willamette |                                                      | quanh năm | -         | Monmouth        |
| Willamette Mission State Park                     | khu pinic/di sản            | Thung lũng Willamette |                                                      | quanh năm | -         | Salem           |
| Cascadia State Park                               | cắm trại                    | Thung lũng Willamette |                                                      | -         | quanh năm | Sweet Home      |
| Silver Falls State Park                           | khu thiên nhiên             | Thung lũng Willamette |                                                      | quanh năm | quanh năm | Silverton       |
| Fall Creek State Recreation Area                  | giải trí                    | Thung lũng Willamette |                                                      | -         | quanh năm | Springfield     |
| Lowell State Recreation Site                      | giải trí                    | Thung lũng Willamette |                                                      | quanh năm | -         | Springfield     |
| Jasper State Recreation Site                      | giải trí                    | Thung lũng Willamette |                                                      | -         | -         | Springfield     |
| Dexter State Recreation Site                      | giải trí                    | Thung lũng Willamette |                                                      | quanh năm | -         | Springfield     |
| Fort Yamhill State Heritage Area                  | khu di sản                  | Thung lũng Willamette |                                                      | quanh năm | -         | Grand Ronde     |
| L.L. "Stub" Stewart Memorial State Park           | đất cắm trại                | Thung lũng Willamette |                                                      | quanh năm | quanh năm | Vernonia        |